# NGC 646/2
NGC 646/2 је елиптична галаксија у сазвежђу Хидрус која се налази на NGC листи објеката дубоког неба.
Деклинација објекта је - 64° 53' 45" а ректасцензија 1h 37m 30,0s. Привидна величина (магнитуда) објекта NGC 646 износи 15,0 а фотографска магнитуда 16,0. NGC 6462 је још познат и под ознакама ESO 80-2, VV 443, AM 0135-650, PGC 6014.